# American Schools of Oriental Research
L'American Schools of Oriental Research (ASOR) è un'organizzazione no-profit apolitica ed aconfessionale statunitense fondata nell'anno 1900, che ha come scopo di incoraggiare e favorire studi e ricerche sui popoli e le culture del Vicino Oriente.
Tiene annualmente una conferenza in Nord America, normalmente la seconda o terza settimana di novembre, e pubblica due riviste scientifiche, il Bulletin of the American Schools of Oriental Research (BASOR) e il Journal of Cuneiform Studies (dal 1947). Pubblica inoltre dal 1938 un periodico a carattere maggiormente divulgativo, il Near Eastern Archaeology Magazine (fino al 1998 con il titolo The Biblical Archaeologist).
Dell'organizzazione fanno parte tre istituti esteri, che favoriscono gli studi sull'archeologia del Vicino Oriente antico, sulle lingue semitiche e sull'archeologia biblica:
- Cyprus American Archaeological Research Institute (CAARI), con sede a Nicosia (Cipro);
- "W. F. Albright" Institute of Archaeological Research, con sede a Gerusalemme (Israele);
- American Center of Oriental Research (ACOR), con sede ad Amman (Giordania).
- Israele e in Giordania.

Specifici comitati dell'organizzazione sono stati istituiti a Baghdad ("Committee on Mesopotamian Civilization") e per un breve periodo a Damasco, per le ricerche in Iraq e in Siria.
L'istituto di Gerusalemme ebbe un importante ruolo nella scoperta dei manoscritti del Mar Morto.

## Near Eastern Archaeology
Near Eastern Archaeology  è una rivista trimestrale in lingua inglese, edita in formato cartaceo e online, nota fino al 1997 col nome di The Biblical Archeologist.
La rivista fu fondata nel 1938 dall'archeologo americano G. Ernest Wright che avvertì "la necessità di un resoconto leggibile, a carattere non tecnico, ma assolutamente affidabile delle scoperte archeologiche legate alla Bibbia". I primi sei volumi fino al 1997 furono pubblicati col nome di The Biblical Archeologist. Nel '97 il nome fu modificato in 'Near Eastern Archaeology per riflettere la nuova finalità, più ampia dal punto di vista geografico, cronologico e della comprensione intellettuale dei fatti.
Rivolgendosi ad un pubblico generalista, la rivista pubblica contenuti riguardanti le civiltà del Medio Oriente e del Mediterraneo, nel periodo compreso dal Paleolitico fino all'età ottomana. Le tematiche coperte provengono dal mondo dell'arte, dell'archeologia, della storia e dell'antropologia, della letteratura, filologia ed epigrafia.
Quasi tutti gli articoli sono sottoposti a revisione paritaria prima della pubblicazione. Le serie sono archiviate su JSTOR, con un "muro mobile" per gli ultimi tre anni, periodo oltre il quale è possibile reperire dei numeri consultabili gratuitamente.
L'attuale capo-redattore è Thomas Schneider.